# Tamara Mellon
Tamara Mellon (Londres, 7 de julio de 1967) es la ex directora general creativa y cofundadora de Jimmy Choo, una marca de lujo que ofrece zapatos del diseñador, bolsos de mano y una gama de accesorios.
En 2013, Tamara anunció la creación de la marca TAMARA Mellon, una marca de estilo de vida de lujo que ofrece una gama completa de prendas de vestir, zapatos, bolsos y accesorios. La marca se lanzó en noviembre de 2013, con un selecto grupo de socios minoristas de estreno en los Estados Unidos y Europa. 
Actualmente en la ciudad de Nueva York y Londres con su hija Araminta Mellon.

## Carrera
Tamara comenzó su carrera a Phyllis Walters Relaciones Públicas, Mirabella y siguió como editora de accesorios para British Vogue en 1990.
Reconociendo el potencial de desarrollo de accesorios de diseño de alta gama, Mellon se acercó al zapatero el Sr. Jimmy Choo con la idea de poner en marcha una empresa de calzado prêt-à-porter. Como cofundadora de la compañía de Jimmy Choo, Mellon aseguraba la financiación de su padre para la creación de su negocio, y provinintes de fábricas en Italia. Además, se estableció una oficina en Italia para manejar la producción, control de calidad y el envío. En 2001, Jimmy Choo Ltd. tenía más de 100 clientes mayoristas, incluyendo Harrods, Harvey Nichols, Saks Fifth Avenue y Bergdorf Goodman, y las colecciones representó más del 50% de la producción de varias de estas fábricas.
La primera tienda de Jimmy Choo, en Motcombe Street, en Londres, fue seguido por las tiendas en New York, Las Vegas y Beverly Hills. En abril de 2001, Jimmy Choo Ltd se asoció con Equinox Luxury Holdings Ltd. La adquisición de parte del negocio listo para el desgaste del Sr. Choo, presidente ejecutivo de Equinox, Robert Bensoussan, se convirtió en CEO de Jimmy Choo Ltd. la introducción del bolso y pequeños artículos de cuero colecciones.
En noviembre de 2004, con la compañía valorada en 101 millones de libras, Hicks Muse anunció la adquisición mayoría de Jimmy Choo Ltd. Posteriormente, la compañía abrió tiendas de Jimmy Choo en muchas ciudades, incluyendo Londres (Sloane Street y New Bond Street), Nueva York, Beverly Hills, Washington D. C., Boston, Dallas, Moscú, Milán y Hong Kong, y se distribuye por tiendas selectas de todo el mundo.
En 2007, Mellon apareció en la Lista de Ricos del Sunday Times, donde se clasificó como la persona más rica en el Reino Unido, con una fortuna estimada de £ 99 millones. Ella también fue clasificada como las mujeres más rica de Gran Bretaña en el puesto número 64.
En los honores del cumpleaños de 2010 , Mellon fue nombrada como Oficial de la Orden del Imperio Británico (OBE) por sus servicios a la industria de la moda.

## Las actividades públicas y políticas
Mellon es miembro del Consejo de Nueva Empresa , un grupo de empresarios que asesoran al Partido Conservador (Reino Unido) sobre las políticas relacionadas con las necesidades de las empresas. 
El 9 de noviembre de 2010, fue nombrada como "miembro comercial mundial para Gran Bretaña" por el Gobierno británico. Ella tendrá un "breve itinerante para promover la industria de la moda en auge del país en el extranjero". 
Mellon ha sido miembro del Consejo de Administración para Revlon desde 2008. También es patrono de la Fundación Elton John contra el SIDA.

## Libros
- Mellon, Tamara; William Patrick (2013). In My Shoes: A Memoir. Nueva York: Portfolio/Penguin. ISBN 9781591846161. OCLC 855783504.